# Kaiser Franz-Josephs-Bahn
A k.k. privilegierte Kaiser Franz-Josephs-Bahn, rövidítve: KFJB (Magyar nyelven: Ferenc József császár Vasút) egy magánvasúttársaság volt az Osztrák-Magyar Monarchiában, mely nevét I. Ferenc József császárról kapta. A KFJB üzemeltette a Bécstől Gmündön át Prágáig, továbbá a Budweis–Pilsen–Eger vasútvonalakat.

## Története
A vasútvonal kezdeményezője a nagybirtokos-diplomata II. Johann Adolf Schwarzenberg herceg volt, aki a Pilsenben bányászott kőszenet akarta Bécsbe szállítani. Az első kapavágást  a Bécs és Eger közötti 455 km hosszú vasútvonalon 1866 november 18-án Meierhof Wondrow közelében, Schloss Frauenberg város mellett tették meg.
Az első szakaszt Pilsen és Budweis között 1868 szeptember 1-én nyitották meg, 1869 november 1-ére elkészült a Budweis–Eggenburg szakasz, 1870 június 23-ra pedig meg lehetett indítani a forgalmat Bécsig a vonalon. (A vonalon már korábban, 1870 március 15-től jártak vonatok Stockerau felé. 1871 december 14-re elkészült és megnyílt a vonal Pilsen és Prága között, így lehetővé vált a közlekedés Bécs és Prága között Gmündön át. 1872-ben elkészült a pálya Egerig, így megvalósult a kapcsolat a  ’cseh  fürdőháromszög” és a főváros, Bécs között. A vasúthálózat a két fővonallal 715 km volt.
1884 május 1-én társaságot államosították. Az járművek és vonalak a k. k. österreichische Staatsbahnen birtokába kerültek.

## Vonalak
- Budweis–Pilsen (*1868)
- Eggenburg−Gmünd–Budweis (1. November 1869[2])
- Wien–Eggenburg (23. Juni 1870)
- Gmünd–Wesseli an der Lainsitz–Tábor–Benešov–Prag (*1871)
- Pilsen–Eger (28. Januar 1872)
- Prager Verbindungsbahn: Abzweig Hrabovka–Prag Franz-Josephs-Bahnhof–Prag-Smichow (15. August 1872)
- Absdorf–Krems (*1872)
- Budweis–Wesseli an der Lainsitz (*1874)

## Mozdonyok
| Lokomotiven der k.k. priv. Kaiser-Franz-Josephs-Bahn | Lokomotiven der k.k. priv. Kaiser-Franz-Josephs-Bahn | Lokomotiven der k.k. priv. Kaiser-Franz-Josephs-Bahn | Lokomotiven der k.k. priv. Kaiser-Franz-Josephs-Bahn | Lokomotiven der k.k. priv. Kaiser-Franz-Josephs-Bahn | Lokomotiven der k.k. priv. Kaiser-Franz-Josephs-Bahn | Lokomotiven der k.k. priv. Kaiser-Franz-Josephs-Bahn       | Lokomotiven der k.k. priv. Kaiser-Franz-Josephs-Bahn |
| ---------------------------------------------------- | ---------------------------------------------------- | ---------------------------------------------------- | ---------------------------------------------------- | ---------------------------------------------------- | ---------------------------------------------------- | ---------------------------------------------------------- | ---------------------------------------------------- |
| KFJB-Nr.                                             | Darabszám                                            | Gyártó                                               | Gyártási év                                          | Jelleg                                               | kkStB-Nr.                                            | További sorsa                                              |                                                      |
| 1–32                                                 | 32                                                   | Sigl, Wiener Neustadt                                | 1868–1872                                            | 1Bn2                                                 | 24.01–32                                             | ČSD 233.0 (ex 24.06, 12, 17)                               |                                                      |
| 33–50, 151–154                                       | 22                                                   | Sigl, Floridsdorf                                    | 1873                                                 | 1Bn2                                                 | 26.01–22                                             | ČSD 233.1 (ex 26.06, 10, 16, 19, 20)                       |                                                      |
| 51–106                                               | 56                                                   | Sigl                                                 | 1868–1871                                            | Cn2                                                  | 35.01–56                                             | ČSD 312.301–313, FS 195, JDŽ, BBÖ                          |                                                      |
| 131–140                                              | 10                                                   | Floridsdorf                                          | 1883/84                                              | Dn2                                                  | 72.01–10                                             | ČSD 403.001–010                                            |                                                      |
| 201–213                                              | 13                                                   | Wiener Neustadt                                      | 1897                                                 | 2'Bn2                                                | 104.01–13 4.201–213                                  | ČSD 254.2 (ex 4.206, 213), PKP Od13, FS 543, JDŽ, CFR, BBÖ |                                                      |

## Fordítás
- Ez a szócikk részben vagy egészben  a   Kaiser Franz-Josephs-Bahn című német Wikipédia-szócikk fordításán alapul.  Az eredeti cikk szerkesztőit annak laptörténete sorolja fel. Ez a jelzés csupán a megfogalmazás eredetét és a szerzői jogokat jelzi, nem szolgál a cikkben szereplő információk forrásmegjelöléseként. - Az eredeti cikk forrásai ott megtalálhatóak.